# Суровикино (станция)
Суровикино — грузовая и пассажирская станция Волгоградского региона Приволжской железной дороги в городе Суровикино Волгоградской области.

## История
Станция открыта в 1900 году. Названа по соседнему хутору, носившему имя первопоселенцев Суровикиных.
В годы Великой Отечественной войны на станции проходили бои.

## Деятельность
На станции осуществляется продажа пассажирских билетов, приём и выдача багажа, приём и выдача повагонных отправок грузов, имеются открытые площадки и подъездные пути. Также производится приём и выдача грузов в универсальных контейнерах (3 и 5 тонн).
Имеется железнодорожный вокзал, где расположены кассы и зал ожидания.

## Дальнее следование по станции
По графику 2021 года через станцию курсируют следующие поезда дальнего следования:
| Круглогодичное обращение поездов | Круглогодичное обращение поездов | Круглогодичное обращение поездов | Круглогодичное обращение поездов |
| № поезда                         | Маршрут движения                 | № поезда                         | Маршрут движения                 |
| -------------------------------- | -------------------------------- | -------------------------------- | -------------------------------- |
| 141                              | Екатеринбург — Симферополь       | 142                              | Симферополь — Екатеринбург       |
| 339                              | Нижний Новгород — Новороссийск   | 340                              | Новороссийск — Нижний Новгород   |
| 445                              | Екатеринбург — Кисловодск        | 446                              | Кисловодск — Екатеринбург        |

| Сезонное обращение поездов | Сезонное обращение поездов      | Сезонное обращение поездов | Сезонное обращение поездов      |
| № поезда                   | Маршрут движения                | № поезда                   | Маршрут движения                |
| -------------------------- | ------------------------------- | -------------------------- | ------------------------------- |
| 213                        | Саратов — Ростов-на-Дону        | 214                        | Ростов-на-Дону — Саратов        |
| 241                        | Иркутск — Адлер                 | 242                        | Адлер — Иркутск                 |
| 251                        | Барнаул — Адлер                 | 252                        | Адлер — Барнаул                 |
| 269                        | Чита — Адлер                    | 270                        | Адлер — Чита                    |
| 273                        | Северобайкальск — Адлер         | 274                        | Адлер — Северобайкальск         |
| 465                        | Астрахань — Имеретинский курорт | 466                        | Имеретинский курорт — Астрахань |
| 469                        | Саратов — Новороссийск          | 470                        | Новороссийск — Саратов          |
| 475                        | Москва — Адлер                  | 476                        | Адлер — Москва                  |
| 477                        | Челябинск — Адлер               | 478                        | Адлер — Челябинск               |
| 515                        | Ижевск — Анапа                  | 516                        | Анапа — Ижевск                  |
| 525                        | Саратов — Анапа                 | 526                        | Анапа — Саратов                 |